# Kathryn Parsons
Pour les articles homonymes, voir Parsons.
Kathryn Parsons, née en 1982, est une entrepreneure britannique dans le secteur des technologies. Elle est cofondatrice et coprésidente de Decoded, une start-up technologique basée à Londres qui vise à améliorer la littératie numérique des adultes. Le projet phare de Decoded est une formation d'une journée pour apprendre le codage à des participants sans aucune expérience en informatique. La société est désormais une marque mondiale qui organise des masterclasses technologiques dans 85 villes à travers le monde, touchant 250 000 personnes en face à face, ainsi que des centaines de milliers d'autres en ligne.

## Biographie

### Jeunesse et formation
Kathryn Parsons naît dans une famille d'origine irlandaise. Ses parents se sont installés au Royaume-Uni dans les années 1960. Elle grandit à Highgate, où elle réside toujours, et fréquente l'école pour filles Channing School (en). Elle s' intéresse aux langues et étudie, dès l'âge de 14 ans, le japonais en cours du soir à l'École des études orientales et africaines. De 2000 à 2003, elle étudie les langues classiques, la littérature et la linguistique au Downing College de Cambridge, obtenant un Bachelor of Arts en lettres classiques. Elle maîtrise le japonais, le mandarin, le français et l'italien,,. 

### Carrière
De 2004 à 2007, Kathryn Parsons travaille pour l'agence de publicité Ogilvy. En 2008, elle cofonde l'agence de publicité, Scarlett Mark, qui applique la technologie numérique à l'image de marque et y crée le personnage à la fois virtuel et réel "Cherry Girl" pour MTV,.

#### Decoded
En janvier 2011, Kathryn Parsons fonde Decoded avec Alasdair Blackwell, Steve Henry et Richard Peters, pour améliorer les compétences numériques dans la population adulte. Chacun des fondateurs contribue au financement initial. Après huit mois de tests, la société basée à Shoreditch démarre son produit phare, Code in a Day, qui est supposé apprendre aux participants à « coder en un jour ». À la fin de l'atelier, les participants - qui peuvent être des novices complets en matière de codage - sont censés être capables de créer leur propre application, en utilisant le balisage Web et les langages de programmation tels que HTML, CSS et JavaScript,,.  
De grandes firmes comme Google, eBay, Microsoft Facebook, BBC, Guardian Media Group, Accenture, TalkTalk, Unilever, WPP, UBS, Lloyd's of London, Thomas Cook et McKinsey & Company envoient des dizaines d'employés suivre les cours,.  
En plus de son atelier Code in a Day, Decoded propose ensuite Data in a Day, Hacker in a Day, Innovation in a Day et Tech in a Day. Kathryn Parsons déclare que Decoded travaille également avec Google à des outils de codage destinés aux personnes politiques et à un projet destiné aux personnes défavorisées.
Decoded prône l'intégration du codage dans l'enseignement et forme des enseignants dans ce but, avec CodeED in a day. En 2014, plus de 500 enseignants y ont participé. La documentation est mise en ligne gratuitement en open source pour les enseignants britanniques,.
Kathryn Parsons déplore le nombre réduit de femmes dans les professions technologiques. Pour remédier à ce déficit, elle exige que les entreprises qui participent à ses cours inscrivent au moins 50% de femmes. Elle soutient également la campagne Women Mean Business du journal TheTelegraph, qui a pour objectif de stimuler l'entrepreneuriat féminin et les start-ups au Royaume-Uni,.  
En 2013, les formations de Decoded ont été suivies par 2 500 employés de plus de 450 entreprises. Kathryn Parsons ouvre des succursales à New York et à Sydney, possède des agences « pop-up » dans 30 villes, dont Shanghai, Hong Kong, Melbourne et Los Angeles et organise des masterclasses dans 85 villes à travers le monde, touchant 250 000 personnes en face à face, ainsi que des centaines de milliers d'autres en ligne.  
Au printemps 2014, le Guardian Media Group achète une participation de 15% dans Decoded,,.
Kathryn Parsons est membre non exécutive du conseil d'administration du Department for Business, Energy and Industrial Strategy du gouvernement britannique, de 2017 à 2020.

## Distinctions
- 2012 : Hot Women's Award du magazine Red. Elle remporte à la fois le prix de l'entrepreneure de Start-up de l'année au Royaume-Uni et celui de l'entreprise numérique de l'année[13].

- 2013 : 
  - Prix Veuve Clicquot New Generation[2]
  - Prix Women of the Future in Technology[14]
  - 35 women under 35, 35 femmes de moins de 35 ans, de Management Today[15]
  - The 30 most important women under 30 in Tech, une des 30 femmes de moins de 30 ans les plus importates das la technologie, de Business Insider[16]
  - The 1000 - London's most influential people 2014: Tech stars, une des 1000 personnes les plus influentes de Londres en 2014 : stars de la technologie par le Evening Standard[11]
  - Ten women in tech you need to meet, une des dix femmes en technologie que vous devez rencontrer, par The Guardian[17]
  - Rising Star 2013 UKTech50 de Computer Weekly[18]
- 2014 : 
  - Prix Women at the Top du magazine Marie Claire de la meilleure pionnière de la technologie[12]
  - Dans la liste des 30 femmes les plus influentes du Sunday Times [12]
  - Britons de l'année 2014 de The Telegraph[19]
  - Nommée ambassadrice de Tech City (en) par le maire de Londres Boris Johnson[20]
- 2015 : 
  - Progress 1000: London's Most Influential People - Digerati de l' Evening Standard[21]
  - Parmi les 50 femmes les plus inspirantes de la technologie européenne, Inspiring Fifty[20]

- 2017 : Membre de l'Ordre de l'Empire britannique pour les services rendus à l'éducation[22]